# شیرو ایزومی
شیرو ایزومی (انگلیسی: Shiro Izumi؛ زادهٔ ۶ مهٔ ۱۹۶۱) هنرپیشه اهل ژاپن است.